# Osterberg (Albisheim)
Koordinaten: 49° 39′ 48″ N, 8° 6′ 20″ O
Das Naturschutzgebiet Osterberg liegt auf dem Gebiet der Ortsgemeinde Albisheim (Pfrimm) im Donnersbergkreis in Rheinland-Pfalz.
Das etwa 8 ha große Gebiet, das im Jahr 1986 unter Naturschutz gestellt wurde, erstreckt sich nördlich des Kernortes Albisheim und südöstlich des Kernortes Stetten. Nördlich des Gebietes verläuft die Landesstraße L 386, südwestlich die L 447 und südlich die B 47. Westlich fließt der Kleppermühlbach.

## Schutzzweck
Schutzzweck ist die Erhaltung des südwestexponierten Kalkhanges des Osterberges als Standort seltener Pflanzenarten und Pflanzengesellschaften, als Lebensraum seltener Tierarten und aus wissenschaftlichen Gründen.